# Dumitru Sechelariu
Dumitru Sechelariu (n. 14 iulie 1958 – d. 16 februarie 2013) a fost un om de afaceri și politician român, ales primar al municipiului Bacău în două mandate în perioada 1996–2004. Primul mandat l-a câștigat candidând ca independent, al doilea, sub sigla PSD (PDSR).

## Biografie
Sechelariu a fost conducătorul echipei de fotbal FCM Bacău. A fost fratele fostului parlamentar Sergiu Sechelariu și tatăl pilotului Doru Sechelariu.
Inițial, Dumitru Sechelariu a fost membru PNL, dar în 1996 a candidat independent pentru funcția de primar al Bacăului, câștigând. Pe parcursul mandatului de primar s-a înscris în PDSR, partid din partea căruia a câștigat al doilea mandat. În 2004 nu a mai fost sprijinit de PSD (succesorul PDSR) pentru un nou mandat de primar, motiv pentru care a candidat din partea PNG-CD, dar nu a mai fost ales.
A murit la Viena la data de 16 februarie 2013, având cancer pulmonar.

### Interviuri
- Dumitru Sechelariu revoluționar: „Sunt un deținut politic în propria mea curte“, 30 iunie 2011, Cristian Delcea, Mihai Voinea, Adevărul
- Dumitru Sechelariu: „După ce mor, și dușmanii mei mă vor respecta“, 3 februarie 2013, Cristian Delcea, Adevărul